# Иогансон, Анна Христиановна
Анна Христиановна Иогансо́н (в замужестве Фридман; 1860—1917) — балерина, солистка Императорских театров, дочь видного деятеля петербургского балета Христиана Иогансона. Танцевала преимущественно на сцене санкт-петербургского Мариинского театра, после окончания танцевальной карьеры преподавала в Императорском театральном училище.

## Биография
Обучалась балету у своего отца, ведущего педагога петербургской танцевальной школы. Училась без зачисления в театральное училище на казённый счёт и окончила его экстерном. В 1878 году была зачислена в балетную труппу, дебютировала в балете «Эсмеральда».
Анна Иогансон «достаточно полно выражала в сценической деятельности принципы своего отца и Мариуса Петипа»:418. Была танцовщицей блестящего, но холодноватого стиля:495: «грация, пластика, округленность жестов и движений и строгая чистота танцев без всяких акробатических фокусов — вот лучшие качества дарования г-жи Иогансон»:418.
Актёрская игра была слабым местом балерины: Иогансон — «артистка с серьёзной школой», танцует «всегда правильно, чисто», обладает «врождённой грацией» и «замечательной пластичностью движений», однако мимирует «бледно и сухо»:495. После её дебюта в балете «Пакеретта» критик так оценил способности артистки: 

Не желают ей добра те, которые советуют ей выступать в первых ролях мимических балетов: при неподвижности её хорошенькой физиономии невозможно передать публике содержание балета, который почти весь основан на мимических разговорах.— Старый балетоман «Новый балет» :495
В то же время сам классический танец балерины был оценён по заслугам современниками: 

Замечательная отделка танцев г-жи Иогансон, изящество и артистический вкус, которыми отмечено всякое движение этой артистки, превосходная элевация и, наконец, выгодная сценическая внешность доставили артистке полный и заслуженный успех.— Кабриоль. Балет:418.
Критики не раз отдавали предпочтение балерине при сравнении с виртуозными итальянскими солистками, гастролировавшими в Санкт-Петербурге: как писал А. А. Плещеев в связи с дебютом на Императорской сцене балерины Карлотты Брианца, «наши солистки г-жи Иогансон и Никитина, конечно, ни в чём не уступят итальянской звёздочке, в воздушности же и лёгкости далеко её превосходят»:459.
В сезоне 1883/84 годов Иогансон выступала на сцене московского Большого театра, исполнив главную роль в московской премьере балета «Роксана, краса Черногории» — балетмейстер А. Н. Богданов, переносивший этот балет Петипа в Москву, специально ездил в столицу, чтобы похлопотать в Конторе Императорских театров о гастролях балерины:495. В 1884 году, когда на пенсию ушла Екатерина Вазем, Иогансон выступила в созданной для той роли Никии в балете «Баядерка», после чего спектакль ушёл из репертуара театра.
3 января 1890 года участвовала в премьере балета «Спящая красавица», став первой исполнительницой двух партий — феи Канареек и феи Бриллиантов.
Закончила танцевальную карьеру в 1898 году, после чего, как и отец, преподавала в Императорском театральном училище, а также вела класс усовершенствования балерин. Среди учениц Анны Иогансон — Ольга Преображенская и Любовь Егорова.
Скончалась в феврале 1917 года.

## Семья
Была замужем за артистом кордебалета, дирижёром и композитором Александром Александровичем Фридманом. В их семье воспитывался сын А. А. Фридмана от первого брака — Александр Фридман, физик.

## Репертуар
- Grand pas звёзд, «Приказ короля» М. Петипа (Пепита — Вирджиния Цукки)
- 27 ноября 1883 — Роксана*[* 3], «Роксана, краса Черногории» М. Петипа в постановке А. Богданова
- 1884 — Пакеретта, «Пакеретта» М. Петипа; Никия, «Баядерка» М. Петипа
- январь 1885 — «Кипрская статуя» М. Петипа
- 10 ноября 1885 — Рамзея[* 4][1]:454, «Дочь Фараона» М. Петипа (Аспиччия — Вирджиния Цукки)
- 3 января 1890 года — фея Канареек*, фея Бриллиантов*, «Спящая красавица» М. Петипа
- 24 июля 1890 — Диана*, «Шалость Амура» Л. Иванова[* 5]
- 11 апреля 1893 — Лиза*[* 6], «Волшебная флейта» Л. Иванова

Также исполняла сольные партии в балетах «Эсмеральда», «Гарлемский тюльпан», «Щелкунчик» и других спектаклях, составлявших в то время репертуар Мариинского театра.
(*) — первая исполнительница